# Ceratostylis brachyphylla
Ceratostylis brachyphylla är en orkidéart som beskrevs av Rudolf Schlechter. Ceratostylis brachyphylla ingår i släktet Ceratostylis och familjen orkidéer. Inga underarter finns listade i Catalogue of Life.